# Richard Rodgers (amerikaifutball-játékos)
Richard Rodgers Sr. (1961. október 28. –) amerikai amerikaifutball-játékos és -edző, Richard Rodgers tight end édesapja.
Edzői pályafutása az Arena Football League-ből való visszavonulásával kezdődött; 24 szezonban egyetemi, majd 2012-től NFL-beli csapatok edzője lett.

## Fordítás
- Ez a szócikk részben vagy egészben  a   Richard Rodgers Sr. című angol Wikipédia-szócikk ezen változatának fordításán alapul.  Az eredeti cikk szerkesztőit annak laptörténete sorolja fel. Ez a jelzés csupán a megfogalmazás eredetét és a szerzői jogokat jelzi, nem szolgál a cikkben szereplő információk forrásmegjelöléseként.